# Nguyễn Quang Trung
Nguyễn Quang Trung là Phó giáo sư, tiến sĩ, tướng lĩnh Công an nhân dân Việt Nam hàm Thiếu tướng. Ông hiện giữ chức vụ Phó Cục trưởng Cục Khoa học chiến lược và lịch sử, Bộ Công an Việt Nam.

## Tiểu sử
Nguyễn Quang Trung có học vị tiến sĩ, học hàm phó giáo sư của Việt Nam.
Nguyễn Quang Trung là đảng viên Đảng Cộng sản Việt Nam.
Tháng 3 năm 2017, Nguyễn Quang Trung là Đại tá công an, Phó Viện trưởng Viện Chiến lược và Khoa học Công an.
Từ tháng 4 năm 2018, Nguyễn Quang Trung là Thiếu tướng Công an nhân dân Việt Nam, Phó Viện trưởng Viện Chiến lược và Khoa học Công an.
Tháng 9 năm 2019, Nguyễn Quang Trung là Thiếu tướng, Phó Cục trưởng Cục Khoa học, Chiến lược và Lịch sử Công an.

## Lịch sử thụ phong quân hàm
| Năm thụ phong | –      | 2018        |
| ------------- | ------ | ----------- |
| Quân hàm      |        |             |
| Cấp bậc       | Đại tá | Thiếu tướng |